# Jan II Pokojowy
Jan II Pokojowy (ur. 27 września 1275, zm. 27 października 1312 w Tervuren) – książę Brabancji, Lothier i Limburgii z dynastii z Louvain.
Na tron wstąpił po śmierci ojca księcia Jana I Zwycięskiego w 1294. 8 lipca 1290 w Londynie poślubił księżniczkę angielską Małgorzatę. Po śmierci Jana II Pokojowego jego następcą został syn tej pary Jan III.